# Adposition
Adposition ist ein Begriff der Grammatik, mit dem eine Klasse von Wörtern zusammengefasst wird, deren bekannteste Vertreter Präpositionen sind. Diese lassen sich definieren als Wörter, die typischerweise unveränderlich sind, einen Kasus an genau eine Ergänzung vergeben und eine sehr schematische, oft auch nur grammatische Bedeutung haben. Solche Wörter können vor oder nach ihrer Ergänzung stehen, also im engeren Sinn jeweils Präpositionen oder Postpositionen sein. Der Begriff der Adposition wurde geprägt, um eine zusammenfassende Bezeichnung für diese verschiedenen Fälle zu haben; allerdings wird oft die Bezeichnung Präposition in einem Sinn verallgemeinert, dass sie auch entsprechende Wörter in anderen Positionen mitumfasst. Adposition ist so gesehen also eine präzisere Bezeichnung für „Präposition in einem weiteren Sinn.“ (Als Kategoriesymbol in der Syntaxtheorie wird dennoch immer P verwendet.)
Die Sprachen der Welt haben meistens entweder Präpositionen oder Postpositionen; das Deutsche ist jedoch ein Beispiel einer Sprache mit gemischtem Bestand.

## Unterscheidung von ähnlichen Wörtern
Das Wort Adposition hat denselben lateinischen Ursprung wie Apposition (ad = ‚bei‘, positio von ponere = ‚setzen‘;  lediglich ohne die Assimilation von ad- zu „ap-“), bezeichnet aber einen völlig anderen grammatischen Begriff als letzteres.

## Arten von Adpositionen
Die Unterarten von Adpositionen werden nach der Position relativ zu ihrer Ergänzung klassifiziert:
- Präposition (im engeren Sinne; auch: vorangestellte Präposition): In der Präpositionalphrase geht die Präposition voran, die Ergänzung folgt nach:

in der Bäckerei
auf dem Bahnhof
während der Abfahrt
ab dem Bahngleis
Die Präposition ist in den Sprachen Europas weit verbreitet.
- Postposition (auch: nachgestellte Präposition): In der Postpositionalphrase wird die Ergänzung vorangestellt:

den Kindern zuliebe
- Daneben existieren im Deutschen auch Zirkumpositionen (auch: umklammernde Präpositionen). Dies sind mehrteilige Ausdrücke, die die Ergänzung von beiden Seiten umgeben, aber als Ganzes dieselbe Funktion haben wie sonst eine einzige Präposition:

um Himmels willen
von diesem Zeitpunkt an
- Eine Ambiposition ist demgegenüber kein eigener Stellungstyp, sondern ist eine Adposition, die wahlweise entweder als Präposition oder als Postposition auftreten kann:

des Kindes wegen, wegen des Kindes

## Übergänge zu anderen Wortarten
Einige Adpositionen sind ursprünglich aus komplex aufgebauten Phrasen entstanden, deren Wortlaut sich im Laufe der Zeit verfestigte (wobei die Bedeutung der beteiligten Wörter in der Regel verblasste), sodass sie als zusammengesetzte Adpositionen angesehen werden können. Die folgenden Ausdrücke gehen zum Beispiel auf Konstruktionen mit Substantiven zurück:
aufgrund des Unwetters
anstelle der alten Strategie
Es gibt auch Wörter, die mit Adpositionen gleichlautend sind, jedoch einer anderen (u. U. auch flektierbaren) Wortart angehören. Die Bedeutungen dieser Wörter können miteinander verwandt sein. Das Wort gemäß ist in manchen Konstruktionen eindeutig ein Adjektiv, wirkt aber in anderen Fällen bereits wie eine Präposition:
der einer Lady gemäße Ton
gemäß Artikel 1 des Grundgesetzes
Ebenso wird das Wort ab nicht nur als Präposition, sondern auch als Partikel (im engeren Sinne) eingesetzt:
als Präposition: ab dieser Linie
als Partikel (in der Funktion eines Prädikativums): Der Zweig ist ab.

## Adpositionen in der Sprachtypologie

### Zusammenhänge mit Wortstellungstypen
- in Sprachen mit der Wortstellung Subjekt-Objekt-Verb (SOV), wie z. B. Türkisch, Japanisch oder Baskisch sind Postpositionen die Regel;
- in Sprachen mit der Wortstellung Subjekt-Verb-Objekt (SVO) oder Verb-Subjekt-Objekt (VSO) finden sich am häufigsten Präpositionen. Aber es gibt auch Subjekt-Objekt-Verb-Sprachen wie etwa Latein, das mehr Präpositionen als Postpositionen verwendet.

### Übergänge zwischen Adpositionen und Kasus
In den Sprachen der Welt zeigt sich, dass ein Teil der Sprachen Kasusmarkierungen verwendet, wo ein anderer Teil Adpositionen benutzt, das heißt, der Unterschied zwischen beiden Strategien äußert sich häufig nur in der Morphologie, nicht jedoch in der Funktion (Semantik). Von einigen zeitgenössischen Sprachtypologen wird daher der englische Begriff flag bzw. flagging („Flagge“ beziehungsweise „Beflaggung“) verwendet, um beide Phänomene im Hinblick auf ihre Semantik unter einem Oberbegriff zusammenzufassen.